# (37030) 2000 UB7
2000 UB7 (asteroide 37030) é um asteroide da cintura principal. Possui uma excentricidade de 0.16369940 e uma inclinação de 2.67556º.
Este asteroide foi descoberto no dia 24 de outubro de 2000 por LINEAR em Socorro.